# Mykal Walker
Mykal Walker (Fresno, 28 agosto 1997) è un giocatore di football americano statunitense che milita nel ruolo di linebacker per i Washington Commanders della National Football League (NFL).

## Carriera universitaria

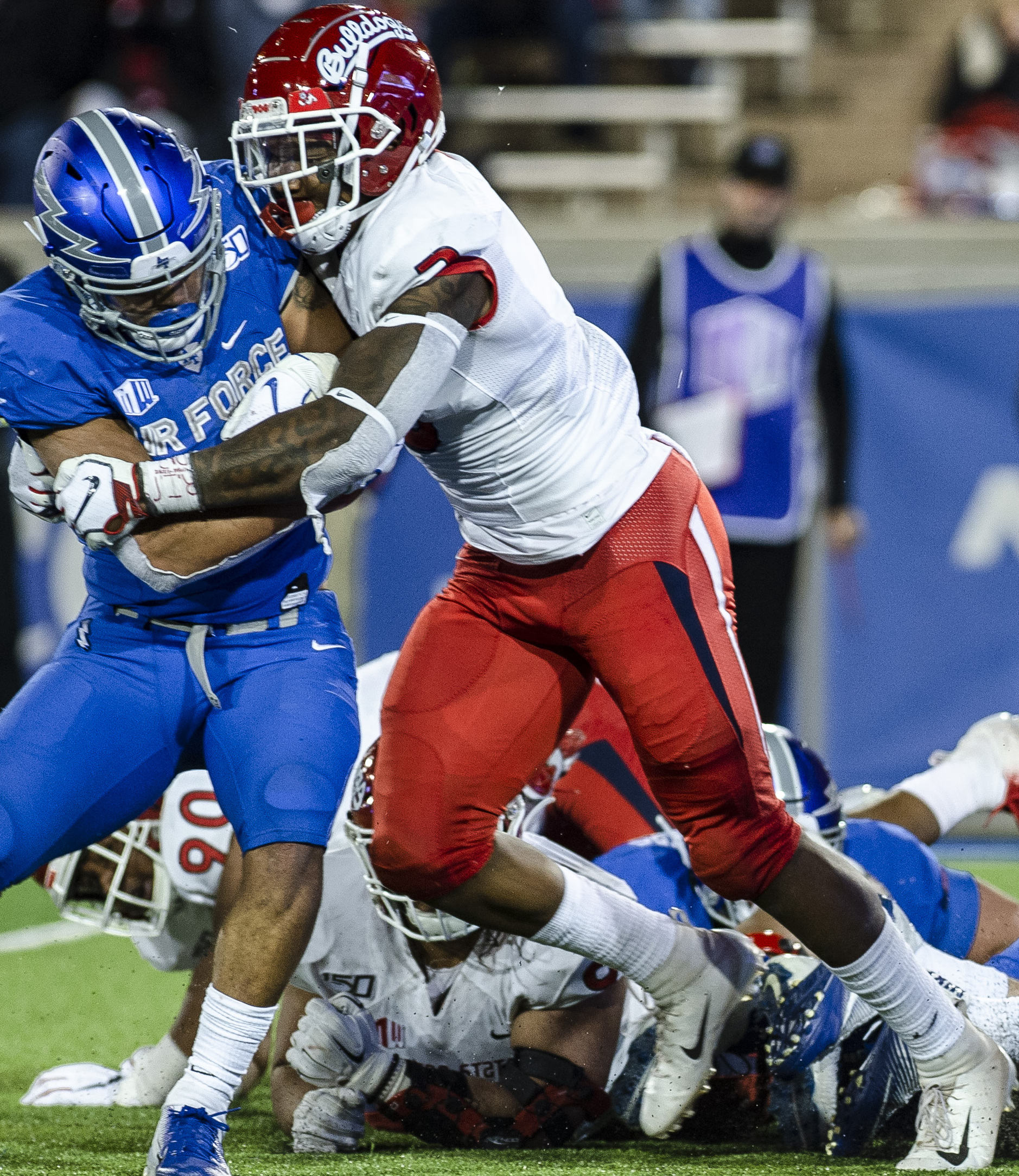
Walker che placca un giocatore degli Air Force Falcons nel 2019

Walker giocò due stagioni, dal 2017 al 2018, con la Azusa Pacific University per poi trasferirsi alla Fresno State University, in cui giocò per altre due stagioni, dal 2019 al 2020. 
Nella sua prima annata con i Bulldogs fece 91 tackle e 5 passaggi deviati. Concluse la sua carriera a Fresno con 182 tackle, 10 passaggi deviati e 6,5 sack, venendo nominato in entrambe le stagioni nel First-team All-MWC e premiato come miglior difensore della finale di conference del 2018.

## Carriera professionistica

### Atlanta Falcons
Walker fu scelto nel corso del quarto giro (119º assoluto) del Draft NFL 2020 dagli Atlanta Falcons. Debuttò come professionista nella gara del primo turno contro i Seattle Seahawks mettendo a segno 3 tackle. La sua stagione da rookie si concluse con 45 tackle, un passaggio deviato e un fumble forzato, disputando tutte le 16 partite, di cui 6 da titolare.
Nella gara di settimana 14 della stagione 2021, la vittoria 29-21 sui Carolina Panthers, Walker intercettó un passaggio di Cam Newton ritornandolo in touchdown per 66 yard. Terminò il suo secondo anno da professionista con 17 presenze, 2 da titolare, con 35 tackle, 4 passaggi deviati e un touchdown.
Nella gara di settimana 1 della stagione 2022, la sconfitta 26-27 subita dai New Orleans Saints, Walker mise a segno il suo primo sack in carriera sul quarterback Jameis Winston.
Concluse la stagione giocando 12 partite da titolare su 16 presenze totali, mettendo a tabellino 107 tackle, 6 passaggi deviati e un sack.
Il 13 agosto 2023 fu svincolato dai Falcons.

### Chicago Bears
Il 14 agosto 2023 Walker firmò con i Chicago Bears. Al termine della preparazione per la nuova stagione Walker non rientrò nel roster attivo dei Bears e fu svincolato il 29 agosto 2023.

### Las Vegas Raiders
Il 19 settembre 2023 Walker firmò con la squadra di allenamento dei Las Vegas Raiders.

## Vita privata
Il padre di Walker, Michael, scomparso nel 2012, al college ha giocato a football a Fresno State e in seguito nella NFL con i New England Patriots, con cui però non scese mai in campo.